# Calceolaria phaeotricha
Calceolaria phaeotricha är en toffelblomsväxtart som beskrevs av U. Molau. Calceolaria phaeotricha ingår i släktet toffelblommor, och familjen toffelblomsväxter. Inga underarter finns listade i Catalogue of Life.